# She’s Leaving Home
She’s Leaving Home (englisch für „Sie verlässt ihr Zuhause“) ist ein Lied der Band The Beatles, das als sechster Titel auf der LP Sgt. Pepper’s Lonely Hearts Club Band veröffentlicht wurde. Es wurde von Paul McCartney und John Lennon geschrieben, wobei ersterer die ursprüngliche Idee hatte. Als Copyright-Inhaber sind wie üblich Lennon/McCartney angegeben.

## Inhalt
Das Lied geht auf eine Nachricht der Daily Mail zurück. Sie berichtete am 27. Februar 1967 von der vermissten 17-jährigen Melanie Coe mit bestandenem Abitur, die, ihren Wagen stehenlassend, nach Hinterlassen eines erklärenden Briefes von zu Hause weggelaufen und verschwunden war. Das Lied wurde häufig als Ausdruck der Generationenkonflikte jener Zeit betrachtet, da zahlreiche Jugendliche aus der Wohlstandsgesellschaft ausbrachen, um alternative Lebensformen auszuprobieren.

## Aufnahmen
Die Aufnahmen fanden am 17. und 20. März 1967 in den Londoner Abbey Road Studios (Studio 2) mit dem Produzenten George Martin statt. Geoff Emerick war der Toningenieur der Aufnahmen. Die Instrumentalbegleitung des zu Beginn lange auf dem Akkord E-Dur basierten Liedes bestreiten vier Violinen, zwei Violen, zwei Celli, ein Kontrabass und eine Harfe. Das Arrangement schrieb der Musikproduzent Mike Leander, George Martin war anderweitig beschäftigt. Keines der Bandmitglieder spielte ein Instrument. Am ersten Tag wurden sechs leicht unterschiedliche Versionen im Studio eingespielt und schließlich die erste ausgewählt. Drei Tage später wurden die Gesangsstimmen hinzugefügt. Neben McCartneys Leadstimme singt Lennon eine Gegenstimme, die typische Aussprüche seiner Tante Mimi (“We gave her everything money could buy”) zitiert.
Es wurde eine Monoabmischung am 20. März 1967 und eine Stereoabmischung am 17. April hergestellt. Bei der Monoversion ist die Ablaufgeschwindigkeit deutlich höher im Vergleich zur gängigen Stereoversion.
Besetzung:
- John Lennon: Gesang
- Paul McCartney: Gesang
- Erich Grünberg, Derek Jakobs, Trevor Williams, Jose Luis Garcia: Geige
- John Underwood, Stephen Shingles: Bratsche
- Dennis Vigay, Alan Dalziel: Cello
- Gordon Pearce: Kontrabass
- Sheila Bromberg: Harfe

## Veröffentlichung
- Am 30. Mai 1967 erschien in Deutschland das 12. Beatles-Album Sgt. Pepper’s Lonely Hearts Club Band, auf dem She’s Leaving Home enthalten ist. In Großbritannien wurde das Album am 26. Mai veröffentlicht, dort war es das neunte Beatles-Album. In den USA erschien das Album sechs Tage später, am 1. Juni, dort war es das 14. Album der Beatles.
- Am 26. Mai 2017 erschien die 50-jährige Jubiläumsausgabe des von Giles Martin und Sam Okell neuabgemischten Albums Sgt. Pepper’s Lonely Hearts Club Band (Super Deluxe Box), auf dieser befinden sich, neben der Monoversion, die bisher unveröffentlichten Versionen (Take 1 – Instrumental), (Take 6 – Instrumental) und (Unreleased First Mono Mix) von She’s Leaving Home.

## Auszeichnung
She’s Leaving Home erlangte 1968 den Ivor Novello Award in der Kategorie Best British Song, Musically and Lyrically.